# Казацкое (Киевская область)
Казацкое (укр. Козацьке; до 2024 года — Гвардейское) — село, входит в Фастовский район Киевской области Украины.
Население по переписи 2001 года составляло 195 человек. Почтовый индекс — 08541. Телефонный код — 4565. Занимает площадь 0,29 км². Код КОАТУУ — 3224986902.

## История
В 1989 году Указом ПВС УССР населённому пункту колхоза «Побеба» присвоено название — село Гвардейское

## Местный совет
08541, Київська обл., Фастівський р-н, с. Фастівець, вул. Дружби,98, тел. 44-3-17; 44-3-19 (укр.)